# Lech Kalinowski
Lech Kazimierz Kalinowski (ur. 12 września 1920 w Krakowie, zm. 15 czerwca 2004 tamże) – polski historyk sztuki, historyk idei, mediewista, profesor Uniwersytetu Jagiellońskiego, członek Polskiej Akademii Umiejętności, Międzynarodowego Komitetu Historyków Sztuki w Paryżu i Akademii Brytyjskiej, honorowy profesor Akademii Sztuk Pięknych w Krakowie. W latach 1960–1965 kierownik wykopalisk pod kościołem i klasztorem Benedyktynów w Tyńcu. W 1997 laureat Nagrody Herdera.

## Dzieciństwo
Urodził się 12 września 1920 r. w Krakowie jako syn Marii Zawirskiej i Stanisława Kalinowskiego. Wczesne dzieciństwo spędził w Lublinie, gdzie ojciec jego Stanisław Kalinowski, był sędzią sądu okręgowego. Szkołę średnią ukończył w Zakładzie naukowo-wychowawczym Ojców Jezuitów w Chyrowie, gdzie zdał maturę w 1938 r.

## Studia
Po maturze zapisał się do Konserwatorium Towarzystwa Muzycznego w klasie fortepianowej na Uniwersytecie Jana Kazimierza we Lwowie w 1938 r. Jako zajęcia dodatkowe wybrał seminarium z historii sztuki u Karli Lanckorońskiej. Okres wojny i okupacji niemieckiej spędził w Lublinie, gdzie ćwiczył na fortepianie bo chciał być zawodowym pianistą. W 1945 r. zdecydował się na historię sztuki, zamieszkał w Krakowie i podjął studia w pierwszym studenckim roczniku po wojnie. Studiował m.in. u profesorów Wojsława Molé i Adama Bochnaka. Do 1949 r. pełnił obowiązki asystenta wolontariusza z Zakładzie Historii Sztuki UJ.

## Praca zawodowa

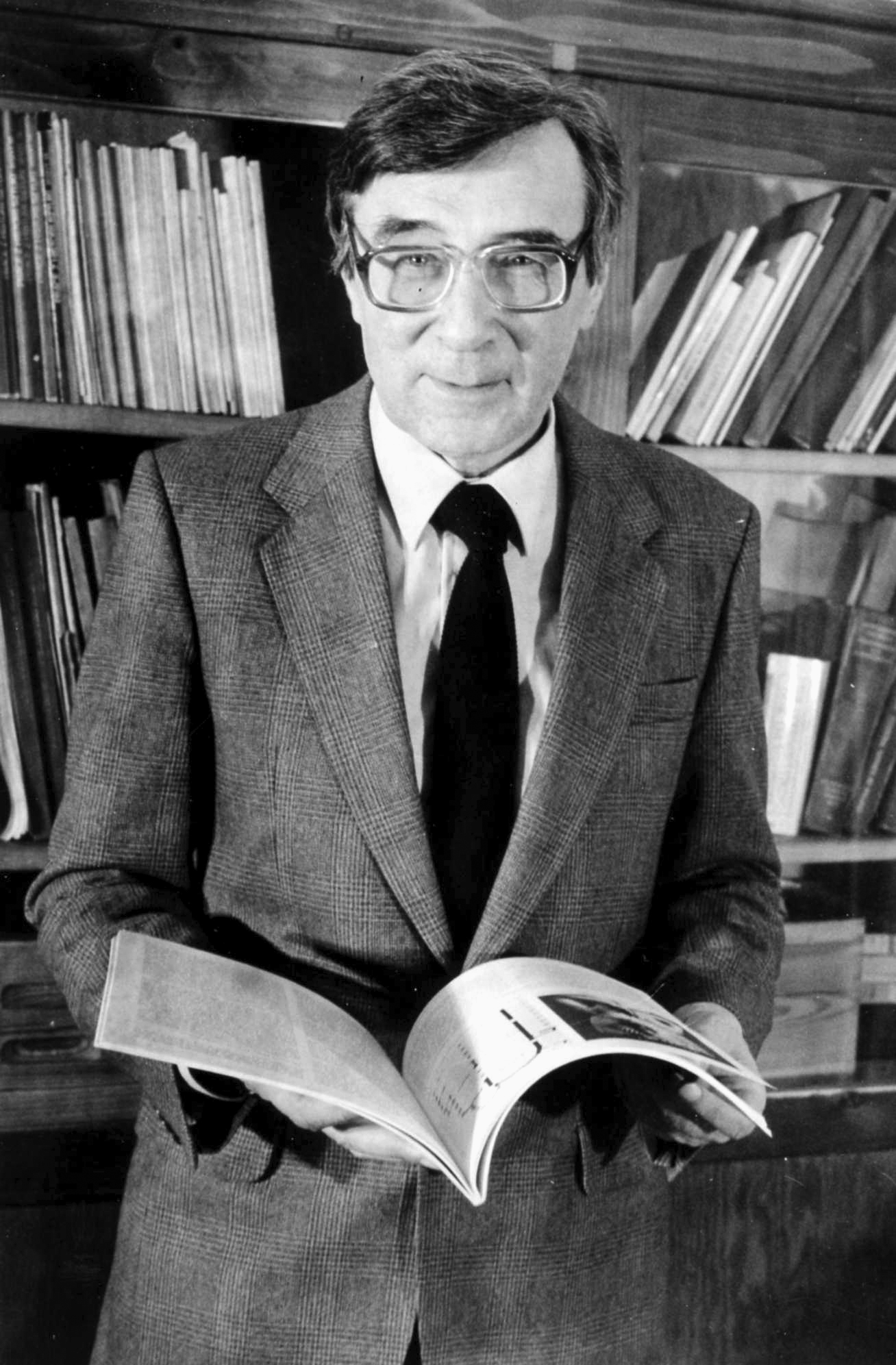
foto: Adam Rzepecki

W czerwcu 1949 r. uzyskał magisterium z filozofii i rozpoczął pracę zawodową na Uniwersytecie Jagiellońskim jako asystent kontraktowy. Pracę doktorską obronił w grudniu 1949 r. Tytuł i stanowisko docenta otrzymał w 1955 r. We wrześniu 1960 r. otrzymał katedrę Historii Sztuki Średniowiecznej po przejściu prof. Wojsława Molé na emeryturę. W lutym 1962 r. został profesorem nadzwyczajnym, a w 1977 r. – profesorem zwyczajnym. Równocześnie wykładał na Wydziale Konserwacji Dzieł Sztuki krakowskiej Akademii Sztuk Pięknych, gdzie otrzymał tytuł profesora honorowego. Od początku swej pracy w Instytucie Historii Sztuki UJ prowadził zajęcia z historii doktryn artystycznych, pro seminaria z wszystkich okresów sztuki europejskiej i seminaria z historii sztuki średniowiecznej.

## Wykłady na uczelniach zagranicznych
- 1964/65 pracował naukowo w Institute for Advanced Study w Princeton, (USA).
- 1969 r. przez jeden semestr prowadził seminarium dla doktorantów w Uniwersytecie Johnsa Hopkinsa w Baltimore, (USA).
- 1972 r. (lato) wykładał w Centre d'Etude Superiures de Civilisation Médiévale w Poitiers, (Francja).
- 1974/75 (jeden semestr) wykładał w Manchester i w Londynie w Courtauld Institute of Art.

## Dziedzina badań, wykopaliska i metoda
Jego główną dziedziną badań była sztuka średniowiecza i renesansu, której poświęcił szereg rozpraw zebranych w tomie Speculum artis.
W latach 1960–1965 kierował wykopaliskami pod kościołem i klasztorem Benedyktynów w Tyńcu, podczas których odkryto relikty romańskiej architektury, rzeźby i przedmioty kultu religijnego. Kierował pracami i opracował naukowo pozostałości rzeźby kamiennej oraz krzyż, pastorały, kielich i patenę znalezione w grobach opatów.
Nowatorstwem jego metody badawczej było przekonanie, że forma dzieła ma wartość symboliczną, która przyjmuje rozmaitą treść ideową. Starał się zawsze odczytać pierwotne znaczenia artystycznego przekazu. Jako metodolog opublikował m.in. studia o metodzie ikonologicznej Erwina Panofsky'ego oraz o teorii dziejów sztuki Maxa Dvořáka i szkoły wiedeńskiej.

## Uczniowie
Wychował 109 magistrów, a 29 prac pisanych pod jego kierunkiem zostało opublikowanych. Wypromował 13 doktorów, wśród których byli m.in. Beata Biedrońska-Słota, Jerzy Gadomski, Klementyna Żurowska.

## Życie prywatne
Ożenił się z Janiną Galat, primo voto Kaczyńską, w katedrze lubelskiej w wigilię Bożego Narodzenia 1945 r. Wychował córkę żony z pierwszego małżeństwa Magdalenę, po mężu Nałęcz-Nieniewską (ur. 30.VI.1939 r.).
Z żoną miał córkę Utę (25.XI.1946 r.), która studiowała najpierw przez rok medycynę, a później jednocześnie etnografię i archeologię na UJ oraz syna Rafała (03.III.1949 r.), mgr historii sztuki UJ (w 1972 r.) i reżyserii na PWSFTviT w Łodzi (w 1978 r.)
Miał dwóch braci. Starszym był Jerzy (Georg, Georges) Kalinowski (1916 w Lublinie – 12/10 2000 w Dijon), deontyk (logik prawa) na KULu i od 1957 r. we Francji i w Hiszpanii.
Drugi, młodszy Witold (1923–1988), ekonomista, pracownik Ministerstwa, przez wiele lat przedstawiciel handlowy Polski w Dakarze.
Został pochowany na Cmentarzu Salwatorskim w Krakowie (sektor P-1-17).

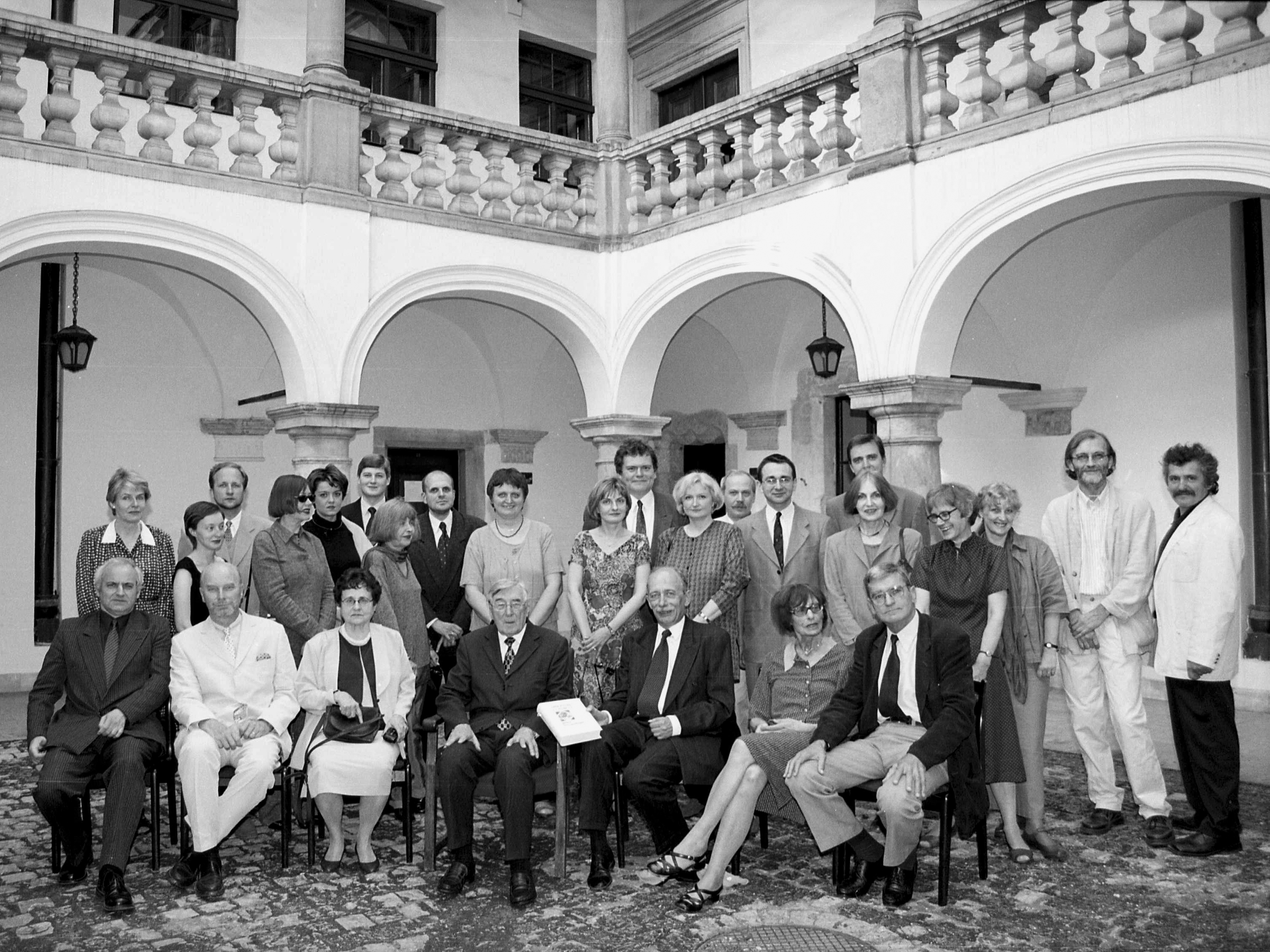
Siedzą od lewej profesorowie Tomasz Gryglewicz, Jan Ostrowski, Klementyna Żurowska, Lech Kalinowski, Adam Małkiewicz, Anna Różycka-Bryzek, Jerzy Gadomski, foto: Adam Rzepecki

## Członkostwa, nagrody i odznaczenia
- Czynny członek Polskiej Akademii Umiejętności.
- Członek Komitetu Nauk o Sztuce PAN (w latach 1988–1991 był przewodniczącym).
- Członek British Academy (Fellow)].
- Honorowy profesor ASP w Krakowie.
- 1994 otrzymał Nagrodę im. Księdza Idziego Radziszewskiego Towarzystwa Naukowego KUL za rok (1993), za całokształt dorobku naukowego w duchu humanizmu chrześcijańskiego.
- 1997 Laureat nagrody Herdera.
- 2001 członek Społecznego Komitetu Odnowy Zabytków Krakowa.
- 2002 członek Rady Muzeum przy Zamku Królewskim Na Wawelu – Państwowych Zbiorów Sztuki.
- Krzyż Kawalerski Orderu Odrodzenia Polski

## Wybrane publikacje
- Pochodzenie i powstanie piety średniowiecznej, 1949 r. (praca magisterska).
- Ze studiów nad mistrzem pięknych madonn. Zagadnienie piety średniowiecznej 1949 r., (praca doktorska).
- Treści artystyczne i ideowe kaplicy Zygmuntowskiej. 1955 r., OCLC# 804153795, Odb. z Studia do Dziejów Wawelu. T. 2, 117s.
- Treści ideowe i estetyczne Drzwi Gnieźnieńskich, Wrocław 1959 (nadbitka z t. II Drzwi Gnieźnieńskich).
- Wit Stwosz w Krakowie. Praca zbiorowa pod redakcją Lecha Kalinowskiego i Franciszka Stolota, Wydawnictwo Literackie, Kraków 1987.
- Speculum artis, Treści dzieła sztuki średniowiecza i renesansu, PWN, Warszawa 1989.
- Studia i Materiały Wydziału Konserwacji i Restauracji Dzieł Sztuki ASP w Krakowie, Tom VII Lech Kalinowski, Paweł Karaszkiewicz, Helena Małkiewiczówna, Lesław Heine Średniowieczne witraże Kościoła Mariackiego w Krakowie, Historia i konserwacja, Akademia Sztuk Pięknych, 1997.
- L. Kalinowski, S. Mossakowski, Z. Ostrowska-Kębłowska: „Nobile claret opus”. Studia z dziejów sztuki dedykowane Mieczysławowi Zlatowi. Historia Sztuki XIII. Praca zbiorowa, zawiera: bibliografię prac profesora Mieczysława Zlata, artykuły 46 autorów omawiające dzieje sztuki. Wydawnictwo Uniwersytetu Wrocławskiego, s. 538, il., Wrocław 1998 ISBN 83-229-1699-X, ISSN 0860-4746.